# Canários das Laranjeiras
Grêmio Recreativo Cultural Bloco Carnavalesco Canarinhos das Laranjeiras, mais conhecido como Canários das Laranjeiras, é um bloco de enredo da cidade do Rio de Janeiro fundado a 6 de setembro de 1949. Durante muitos anos, foi escola de samba, até seu rebaixamento em 2012.
Possui tradição de apresentar em seus desfiles tanto enredos afro, como temas que façam referência à Zona Sul do Rio de Janeiro. Até 2014, sua denominação foi Clube Carnavalesco Escola de Samba Canários das Laranjeiras.
Esteve sediada na Avenida Francisco Bicalho, Santo Cristo e na Rua Prefeito Olímpio de Melo, em São Cristóvão. Atualmente, sua sede está na Rua Belisário Távora, 660 - Laranjeiras.
Desde 2017, seus ensaios são realizados na Rua Cardoso Júnior, 420, em Laranjeiras, na sede do bloco Xupa Mas Não Baba.

## História
A criação da agremiação se deu no dia 06 de setembro de 1949, na rua das Laranjeiras, 45. Era chamada de 'Sinfonia dos Tamancos'. Passa a ser bloco de Enredo em 1965, e começa assim, seu mais importante período. Em 22 anos como bloco consegue 10 títulos, se tornando o maior da época. Consegue um tetracampeonato (67, 68, 69 e 70), um tricampeonato (75,76 e 77), além dos títulos de 80, 82 e 84. Um de seus sambas mais lembrados é Ganga Zumba (1970), de autoria de Carlinhos Sideral e Colid Filho.
Em 1988, por divergências com a Federação dos Blocos, tornou-se escola de samba, solicitando filiação à AESCRJ a 13 de março de 1988. No ano de 1994, apresentou um belíssimo samba através do enredo "Quem é bom já nasce feito", ganhador do Estandarte de Ouro. Em 1995, veio a protagonizar um dos episódios mais tristes da Era Sapucaí, quando desfilou sem bateria, ajudada apenas por um surdo, um tamborim e um pandeiro. Não tardaria a vir uma vertiginosa queda livre para a tradicional agremiação.
Em 2008 terminou na oitava colocação, última, no Grupo de acesso E, ficando então suspensa dos desfiles por um ano de acordo com as regras estabelecidas.
No ano de 2010, voltou a desfilar pelo Grupo Rio de Janeiro 4, a sexta divisão do Carnaval. Em 2011, reeditou o samba de 1991, encerrando os desfiles de carnaval, sendo a décima-segunda escola a desfilar na terça-feira de carnaval, na Intendente Magalhães. Seus ensaios então aconteciam na sede da Federação dos Blocos Afro do Rio de Janeiro, na Lapa.
Em 2012 a então escola se propôs a homenagear seu próprio bairro de origem, as Laranjeiras. Naquele ano, seu samba foi bastante elogiado, tendo sido apontado pelo comentarista Ricardo Delezcluze, do site Carnavalesco, como o segundo melhor do ano de todo o Brasil, perdendo apenas para o da Portela. O desfile, primeiro do grupo E, na terça-feira, teve no entanto diversos problemas e, de acordo com o regulamento recém aprovado, a escola acabou rebaixada a bloco de enredo, após 24 anos desfilando como escola de samba.
Dois rebaixamentos se seguiram e, após, uma ascensão em 2016. Atualmente, o Canários se encontra no Grupo 2 dos blocos de enredo.

## Segmentos

### Presidentes

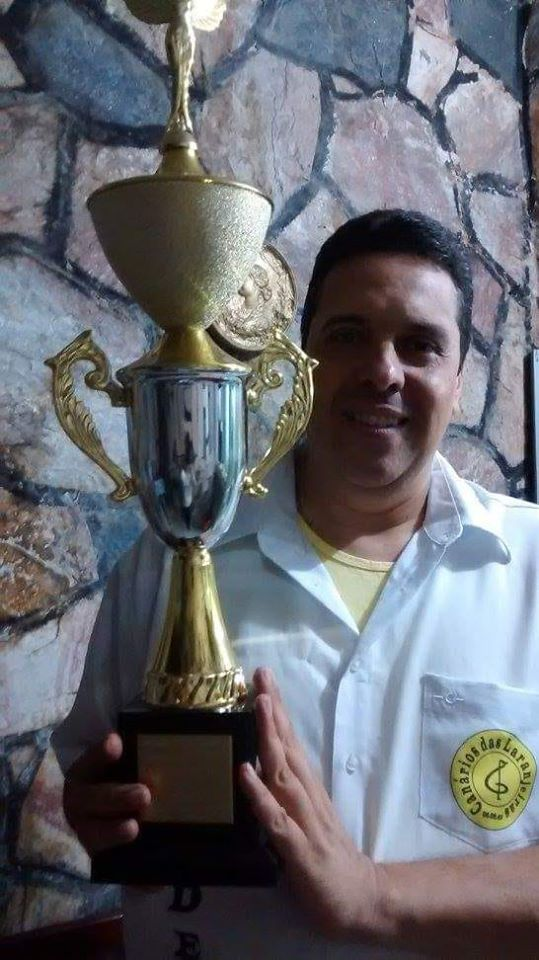
André Luiz Santos da Silva, presidente do Canários das Laranjeiras, com o troféu de "melhor presidente", dado pela FBCERJ, em 2015

| Nome                       | Mandato           | Ref.   |
| -------------------------- | ----------------- | ------ |
| Ismael Moreira             | 2011 - 2014       |        |
| Paulo César "PC do Catete" | 2014 - 2017       | [ 11 ] |
| Andre Luiz Santos da Silva | 2017 - atualidade | [ 12 ] |

### Presidentes de honra
| Nome                   | Mandato    | Ref.   |
| ---------------------- | ---------- | ------ |
| Jorge Firmino "Bolito" | 2014-atual | [ 12 ] |

### Intérpretes
| Carnavais       | Intérprete oficial                              | Ref    |
| --------------- | ----------------------------------------------- | ------ |
| 1992-1993       | Gilmar e Júnior                                 |        |
| 1994-1995       | Márcio Souto                                    | [ 13 ] |
| 1996-2002       | Gilmar e Júnior                                 |        |
| 2003            | Karlinhos Madureira                             |        |
| 2004            | Gilmar e Júnior                                 |        |
| 2005            | Arilson Zona Sul e Aurélio Leandro              |        |
| 2006-2007       | Carlos Pavarotti                                |        |
| 2008-2012       | Arilson Zona Sul, Paulinho Simpatia e Cristiano |        |
| 2013-2015       | Arilson Zona Sul                                |        |
| 2016            | Joelson Rodrigues                               |        |
| 2017-atualmente | Walter Sena                                     | [ 12 ] |

### Diretores
| Ano  | Diretor de Carnaval   | Diretor de harmonia  | Mestre de bateria        | Ref.   |
| ---- | --------------------- | -------------------- | ------------------------ | ------ |
| 2001 |                       | Jackeline Nascimento |                          |        |
| 2002 |                       | Jackeline Nascimento |                          |        |
| 2003 |                       | Jackeline Nascimento |                          |        |
| 2004 |                       | Jackeline Nascimento |                          |        |
| 2005 |                       | Jackeline Nascimento |                          |        |
| 2006 |                       | Jackeline Nascimento |                          |        |
| 2007 |                       | Jackeline Nascimento |                          |        |
| 2008 |                       |                      |                          |        |
| 2009 |                       |                      |                          |        |
| 2010 |                       |                      |                          |        |
| 2011 |                       |                      |                          |        |
| 2012 | André Luiz dos Santos | Dinda                | Marco André e Godô       | [ 14 ] |
| 2014 | Paulo Silva           | Paulo Gomes          | Godô e Belizário         |        |
| 2015 | Ronaldo Valério       | Nana Ferreira        | Marco André              |        |
| 2016 | Soca Silva            |                      | Luizinho Mendes          |        |
| 2019 |                       |                      |                          |        |
| 2020 | -                     | Patrícia Alves       | Luizinho Mendes da Silva | [ 12 ] |

### Coreógrafo
| Ano  | Nome            | Ref.   |
| ---- | --------------- | ------ |
| 2012 | Charles Nelson  | [ 14 ] |
| 2014 | Marquinho Sena  |        |
| 2015 | Alam Blascovich |        |
| 2016 | Alam Blascovich |        |
| 2019 | Marco Bezerra   | [ 15 ] |
| 2020 | Marco Bezerra   | [ 12 ] |

## Mestre-sala e porta-bandeira
| Ano  | Nome                             | Ref.   |
| ---- | -------------------------------- | ------ |
| 2014 | Carlinhos e Raquel Paiva         |        |
| 2015 |                                  |        |
| 2016 | Matheus e Victoria               |        |
| 2017 | Matheus e Victoria               |        |
| 2019 | Fernando Rian e Carolina Accioli | [ 15 ] |
| 2020 | Fernando Rian e Carolina Accioli | [ 12 ] |

## Rainhas de bateria
| Ano  | Nome             | Ref.   |
| ---- | ---------------- | ------ |
| 2019 | Isadora Trindade | [ 15 ] |
| 2020 | Dandara Amorim   | [ 12 ] |

## Carnavais
| Ano | Colocação | Divisão | Enredo | Carnavalesco | Ref.                 |
| --- | --- | --- | --- | --- | -------------------- |
| 1966 | 3º lugar | Grupo 2 de Blocos | Castro Alves | |                      |
| 1967 | Campeã | Grupo 1 de Blocos | Ouros do Brasil | |                      |
| 1968 | Campeã | Grupo 1 de Blocos | Rebouças, o mulato símbolo | |                      |
| 1969 | Campeã | Grupo 1 de Blocos | Origens e glórias dos blocos | |                      |
| 1970 | Campeã | Grupo 1 de Blocos | Ganga-Zumba | |                      |
| 1971 | Vice-Campeã | Grupo 1 de Blocos | Barroco, barroco | |                      |
| 1972 | 3º lugar | Grupo 1 de Blocos | As aventuras do chalaça | |                      |
| 1973 | 6º lugar | Grupo 1 de Blocos | O negro na história do Brasil | |                      |
| 1974 | Vice-Campeã | Grupo 1 de Blocos | É tempo de obrigação | |                      |
| 1975 | Campeã | Grupo 1 de Blocos | Lenda de Acaiaca | |                      |
| 1976 | Campeã | Grupo 1 de Blocos | Templo de tradições e fé | |                      |
| 1977 | Campeã | Grupo 1 de Blocos | Lupicínio Rodrigues, samba-canção | |                      |
| 1978 | 3º lugar | Grupo 1 de Blocos | Sua excelência, o mestre-sala | |                      |
| 1979 | 6º lugar | Grupo 1-A de Blocos                                                                                                   | Nair de Teffé | |                      |
| 1980 | Campeã | Grupo 1-A de Blocos                                                                                                   | Tróia Negra | |                      |
| 1981 | 3º lugar | Grupo 1-A de Blocos                                                                                                   | Canto às Laranjeiras | |                      |
| 1982 | Campeã | Grupo 1-A de Blocos                                                                                                   | Sua alteza, o Príncipe Obá | |                      |
| 1983 | 6º lugar | Grupo 1-A de Blocos                                                                                                   | Abracadabra – superstições e amuletos | |                      |
| 1984 | Campeã | Grupo 1-A de Blocos                                                                                                   | Canariando (35 anos de Bloco) | |                      |
| 1985 | 3º lugar | Grupo 1-A de Blocos                                                                                                   | Boêmia | |                      |
| 1986 | 3º lugar | Grupo 1-A de Blocos                                                                                                   | Água de meninos | |                      |
| 1987 | 3º lugar | Grupo 1-A de Blocos                                                                                                   | Axuí | |                      |
| 1988 | GREVE | GREVE | --- | |                      |
| 1989 | 5º lugar | Grupo de avaliação | Mestre Arlindo | | [ 16 ]               |
| 1990 | 4º lugar | Grupo 4 | Máscaras | | [ 16 ]               |
| 1991 | Campeã | Grupo C 4ª divisão | Lugar de Mulher é na História | | [ 16 ] [ 17 ]        |
| 1992 | 4º lugar | Grupo B 3ª divisão | Mãe África | Armando Martins | [ 16 ]               |
| 1993 | Vice-Campeã | Grupo B 3ª divisão | Kaleidoscópio | Armando Martins | [ 16 ]               |
| 1994 | 11º lugar | Grupo A 2ª divisão | Quem é Bom já Nasce Feito Compositores: Elcy, Dirceu, Charles e Fernando Lima | Sérgio Kautzman e Armando Martins                                                                                     | [ 17 ] [ 18 ]        |
| 1995 | 19º lugar | Grupo A 2ª divisão | Seu Conductor, Din Din Seu Condutor Compositores: Tavinho do Azul, Telé e Valtinho da Ladeira. | Lorena Sender e Cida Donato                                                                                           | [ 7 ] [ 16 ] [ 17 ]  |
| 1996 | 5º lugar | Grupo B 3ª divisão | Aruanda, um Sonho de Zumbi | Sérgio Kautzman e Armando Martins                                                                                     | [ 16 ]               |
| 1997 | 7º lugar | Grupo B 3ª divisão | Do Mundo da Emoção à Nova Era da Comunicação | Sérgio Kautzman e Armando Martins                                                                                     | [ 16 ]               |
| 1998 | 8º lugar | Grupo B 3ª divisão | Livre Como um Passarinho | Armando Martins | [ 16 ] [ 17 ]        |
| 1999 | 12º lugar | Grupo B 3ª divisão | Bar Luiz, 112 Anos de Boemia Feliz | Amarildo de Mello | [ 16 ]               |
| 2000 | 6º lugar | Grupo C 4ª divisão | Canários em Louvação | Sérgio Kautzman e Armando Martins                                                                                     | [ 19 ]               |
| 2001 | 4º lugar | Grupo C 4ª divisão | O Rei da Alegria | Armando Martins | [ 17 ] [ 20 ]        |
| 2002 | 8º lugar | Grupo C 4ª divisão | Fantasia | Armando Martins | [ 21 ]               |
| 2003 | 7º lugar | Grupo C 4ª divisão | A Criação da Luz nas Noites Carajás | Cássio Carvalho | [ 17 ] [ 22 ]        |
| 2004 | 5º lugar | Grupo C 4ª divisão | Bahia com H | Agnaldo Correa | [ 17 ] [ 23 ]        |
| 2005 | 9º lugar | Grupo C 4ª divisão | O Brasil põem na mesa o banquete do povo para acabar com a fome | Agnaldo Corrêa | [ 17 ] [ 24 ]        |
| 2006 | 14º lugar | Grupo C 4ª divisão | Bahia de Caribé Compositores:Carlinhos Danoninho, Jonas, Pavaroti e Fernando de Lima. | Armando Martins e Agnaldo Corrêa                                                                                      | [ 17 ] [ 25 ]        |
| 2007 | 13º lugar | Grupo D 5ª divisão | www.canariosdaslaranjeiras.com.br Fernando de Lima, Di Pereira, Fernandão e Fabiano Costa. | Cássio Carvalho | [ 26 ]               |
| 2008 | 8º lugar | Grupo E 6ª divisão | O Negro na História do Brasil (Reedição de 1973) | Cássio Carvalho | [ 27 ]               |
| Suspensa de desfilar em 2009.                                                                                         | | | | |                      |
| 2010 | 6º lugar | Grupo RJ-4 6ª divisão                                                                                                 | Bahia de todos os deuses, templo de tradição e fé (Reedição de 1976) | Agnaldo Corrêa | [ 28 ]               |
| 2011 | 8º lugar | Grupo E 6ª divisão | Lugar de Mulher é na História (Reedição de 1991) | Agnaldo Corrêa e Carlos Cavallieri                                                                                    | [ 29 ] [ 30 ]        |
| 2012 | 11º lugar | Grupo E 6ª divisão | Sou da terra, sou do reino, sou Canários de Laranjeiras! | Agnaldo Corrêa | [ 31 ] [ 32 ] [ 33 ] |
| 2013 | 7º lugar | Grupo 1 dos blocos 1ª divisão                                                                                         | Canarioca Compositores: Elcy, Tiãozinho do Salgueiro, Timbó e Arilson Zona Sul. | Renato Cabral | [ 11 ] [ 34 ]        |
| 2014 | 8º lugar | Grupo 2 dos blocos 2ª divisão                                                                                         | Nossa Terra, Nossa Gente Compositores: Leandro RC, Marcelinho, Jean Carlos CorrÊa Lourenço e Fernando Antônio M. Pinto Lima.                                                                                 | Renato Cabral | [ 11 ] [ 35 ]        |
| 2015 | 3º lugar | Grupo 3 dos blocos 3ª divisão                                                                                         | A forja de Ogum | Levi Cintra |                      |
| 2016 | Vice-Campeã | Grupo 3 dos blocos 3ª divisão                                                                                         | E o meu Brasil tem chica chica bom ! | Soca Silva | [ 36 ]               |
| 2017 | Vice-Campeã | Grupo 2 dos blocos 2ª divisão                                                                                         | Era uma vez... o "Canários das Laranjeiras" vai contar para vocês | Soca Silva |                      |
| 2018 | 5º lugar | Grupo B dos blocos 2ª divisão                                                                                         | A Bahia tem axé | Soca Silva |                      |
| 2019 | 7º | Grupo B dos blocos 2ª divisão                                                                                         | Muitos anos de luta, Muitos anos de glórias… 70 anos de Canários das Laranjeiras na história! Compositores: Sérgio Augusto Gil, Fernando Antônio Menas Pinto de Lima, Andreia Gronow e Dalila Paula Sobreira | Comissão de Carnaval (André Luiz Santos da Silva “Dedeco”, Agnaldo Corrêa, Hélio Juber e Soca Silva)                  | [ 15 ]               |
| 2020 | 6º | Grupo B dos Blocos 2ª divisão                                                                                         | Muito prazer, Madame Satã! Malandro da Noite! Rainha da Lapa! Compositores:Andreia Gronow, Ismael Peçanha, Henrique Santos, Cornélio Cabral e Walter Sena                                                    | Agnaldo Corrêa | [ 12 ] [ 37 ]        |
| Inicialmente adiados para o mês de julho, os desfiles do Carnaval 2021 foram cancelados devido a pandemia de Covid-19 | Inicialmente adiados para o mês de julho, os desfiles do Carnaval 2021 foram cancelados devido a pandemia de Covid-19 | Inicialmente adiados para o mês de julho, os desfiles do Carnaval 2021 foram cancelados devido a pandemia de Covid-19 | Inicialmente adiados para o mês de julho, os desfiles do Carnaval 2021 foram cancelados devido a pandemia de Covid-19                                                                                        | Inicialmente adiados para o mês de julho, os desfiles do Carnaval 2021 foram cancelados devido a pandemia de Covid-19 | [ 38 ]               |
| 2022 | 6° lugar | Grupo B | Namastê, Canários! | Agnaldo Corrêa |                      |
| 2023 | 10° lugar | Grupo B | | |                      |
| 2024 | 10° lugar | Grupo B | Salvador… Canta e Dança, Pra Quem Têm Fé | Oziene Furttado |                      |
| 2025 | 6° lugar | Grupo B | | |                      |

## Premiações
Prêmios recebidos pelo Canários das Laranjeiras.
| Ano  | Prêmio              | Categoria premiada |         | Referências |
| ---- | ------------------- | --- | ------- | ----------- |
| 1994 | Estandarte de Ouro  | Samba-enredo do Grupo A (Atual Série A) ("Quem é bom já nasce feito" - Compositores: Elcy, Dirceu, Charles e Fernando Lima) | Grupo A | [ 39 ]      |
| 1999 | S@mba-Net           | Casal de Mestre-sala e Porta-bandeira (Bagdá e Janaína)                                                                     | Grupo B | [ 40 ]      |
| 2004 | Troféu Jorge Lafond | Melhor comunicação com o público                                                                                            | Grupo C | [ 41 ]      |
| 2004 | Troféu Jorge Lafond | Conjunto de fantasias | Grupo C | [ 41 ]      |
| 2005 | Troféu Jorge Lafond | Ala mirim | Grupo C | [ 42 ]      |